# Mycale tunicata
Mycale tunicata är en svampdjursart som först beskrevs av Schmidt 1862.  Mycale tunicata ingår i släktet Mycale och familjen Mycalidae. Inga underarter finns listade i Catalogue of Life.